# The Heliocentrics
The Heliocentrics je anglická hudební skupina, jejíž základní sestavu tvoří bubeník a producent Malcom Catto, basista Jake Ferguson, kytarista Adrian Owusu a multiinstrumentalista Jack Yglesias. Ve své tvorbě kombinuje prvky jazzu a hip hopu. Své první album nazvané Out There kapela vydala v roce 2007. Svou druhou desku s názvem 13 Degrees of Reality vydala o šest let později. Kromě vlastních nahrávek kapela spolupracovala i s dalšími hudebníky, mezi něž patří například Mulatu Astatke a DJ Shadow.